# Akklamation
Unter Akklamation (von lateinisch acclamatio ‚Zuruf‘; aus ad ‚zu‘ und clamare ‚rufen‘) versteht man im Allgemeinen einen zustimmenden Beifall in einer Versammlung. Insbesondere wird darunter eine Zustimmung zu einer Vorauswahl per Zuruf, Beifall oder einfachem Handzeichen verstanden. Hiermit unterscheidet sie sich von einer Abstimmung, wo mehrere Möglichkeiten erwogen werden.

## Beispiele

### Akklamation im Verein
Willensbekundung durch Handaufheben im Gegensatz zur Abstimmung mit Auszählung – Zum Beispiel: „Heute ernennen wir Herrn B. zum Ehrenvorsitzenden auf Lebenszeit. Widerspricht jemand? Stimmen alle dem zu? – Gegenstimmen? – Stimmenthaltungen?“ „Keine Gegenstimmen / große Mehrheit.“

### Akklamation in der Wissenschaft
Im akademischen Umfeld erfolgt die Akklamation durch Klopfen auf den Tisch. Erheben sich Widersprüche, muss per Handaufheben abgestimmt werden.

### Akklamation im Römischen Reich
In der römischen Geschichte bezeichnet Akklamation insbesondere die Ausrufung eines siegreichen Feldherrn auf dem Schlachtfeld zum Imperator. In der Spätantike kam der wiederholten Akklamation, die oft mit Forderungen verbunden war und teils stundenlang dauerte, eine wichtige Rolle als Medium der Kommunikation mit dem Kaiser zu. An den Kurspruch schloss sich die Akklamation durch das Volk an.

### Akklamation im Gottesdienst
Im jüdischen, christlichen sowie im islamischen Gottesdienst ist das gemeinsame Amen bzw. Amin der Gemeinde die Akklamation als Bestätigung des Vorgetragenen. Die Liturgie des Christentums kennt überdies weitere Akklamationen der Gläubigen. Eine häufige Akklamation ist dort Dominus vobiscum – et cum spiritu tuo, „Der Herr sei mit euch“ – „und mit deinem Geiste“.
Bis 1996 kannte das katholische Kirchenrecht die Möglichkeit einer Wahl des Papstes durch Akklamation („Zuruf“).

### Akklamation in der Diktatur
Besonders in der Zeit des Nationalsozialismus wurden oft Regierungserklärungen abgehalten, nach denen die Anwesenden applaudierten. Hitler und andere Nationalsozialisten holten sich die „Zustimmung“ ihres Volkes durch staatlich beeinflusste Scheinwahlen und Akklamationen.
Auch der Staatssozialismus in der Sowjetunion und in den Ostblockstaaten verzichtete nicht auf die „Zustimmung“ des Volkes. Akklamationen waren beispielsweise üblich bei Wahlen zum Dorfsowjet. Beifall war auch üblich nach Treuebekundungen für Stalin.

### Akklamation bei der UNO
Der UNO-Sicherheitsrat hatte den südkoreanischen Außenminister Ban Ki-moon 2006 als Generalsekretär der Vereinten Nationen nominiert. Die Vorsitzende Haya Raschid Al Chalifa schlug den Kandidaten der UN-Vollversammlung vor, der durch Beifall angenommen wurde.

## Akklamation als politische Ausdrucksform wohlfahrtsstaatlicher Demokratien
Der Philosoph und Soziologe Jürgen Habermas bezeichnet in seiner 1973 publizierten Schrift Legitimationsprobleme im Spätkapitalismus Akklamation als Ausdruck allgemeiner politischer Apathie. Demnach würden politische Entscheidungen – die in Form von repräsentativer Demokratie durch die Wahlberechtigten weitgehend delegiert worden sind – keiner grundlegenden Beratung und Kritik mehr unterworfen; vielmehr herrsche ein von ihm so bezeichneter „staatsbürgerlicher Privatismus“ vor, der die formale Struktur politischen Handelns nur als Kehrseite einer weitgehend an öffentlichen Angelegenheiten desinteressierten Konsumentenhaltung (vgl. Hedonismus) abbilde:

„Der Zuschnitt formaldemokratischer Einrichtungen und Prozeduren sorgt dafür, daß die Entscheidungen der Administration weitgehend unabhängig von bestimmten Motiven der Staatsbürger gefällt werden können. Dies geschieht durch einen Legitimationsprozeß, der generalisierte Motive, d. h. inhaltlich diffuse Massenloyalität beschafft, aber Partizipation vermeidet. Der Strukturwandel der bürgerlichen Öffentlichkeit schafft für die formaldemokratischen Einrichtungen und Prozeduren Anwendungsbedingungen, unter denen die Staatsbürger inmitten einer an sich politischen Gesellschaft den Status von Passivbürgern mit Recht auf Akklamationsverweigerung einnehmen. Die privatautonome Entscheidung über die Investitionen findet ihr notwendiges Komplement im staatsbürgerlichen Privatismus des Staatsbürgerpublikums.“

## Verbot der Akklamation
Die Aufstellung von Kandidatenlisten für Wahlen von Volksvertretern per Akklamation wurde per Bundeswahlgesetz untersagt. Sie muss in geheimer Abstimmung erfolgen.
In Bayern schreibt das Gesetz über die Wahl der Gemeinderäte, der Bürgermeister, der Kreistage und der Landräte (Gemeinde- und Landkreiswahlgesetz – GLKrWG) die geheime Abstimmung vor: § 29 3: „Die sich bewerbenden Personen werden in geheimer Abstimmung, ... , gewählt.“